# Helicoverpa hamlimolimnus
Helicoverpa hamlimolimnus är en fjärilsart som beskrevs av Matthews. Helicoverpa hamlimolimnus ingår i släktet Helicoverpa och familjen nattflyn. Inga underarter finns listade i Catalogue of Life.